# 胡丕康
胡丕康（?—?），越南後黎朝人物，西山朝阮惠兄弟的祖先。
胡丕康随其父迁居到琼刘县仁山社。在郑阮纷争的时候，胡丕康被阮主阮福瀕俘虏，安在到归仁府西山邑垦荒。原是诗书世家的后裔，于是被阮主任命为西山寨主。传到后代阮岳还继任为西山寨主。

## 资料来源
- 郭振铎; 张笑梅. 《越南通史》. 北京: 中国人民大学出版社. 2001. ISBN 7-3000-3402-0.